# Наративна психологија
Наративна психологија је поље у психологији које истражује вредност прича и приповедања у давању значења искуствима појединаца – обликовању њиховог сећања на прошле догађаје, њиховом разумевању садашњости и њиховим пројекцијама будућих догађаја – и у дефинисању себе и свог живота.
Термин је увео Теодор Р. Сарбин, чији је издани том Narrative Psychology: The Storied Nature of Human Conduct (1986) дефинисао наратив као интегралну карактеристику у научном подухвату; он је наратив назвао „основном метафором“ за психологију – то јест, метафором за испитивање и тумачење људског понашања. Бројни други људи из психологије личности и социјалне психологије, истраживања памћења и других области истраживања накнадно су допринели овој области.

## Дефиниција
Наративна психологија је перспектива у психологији која се бави „приповеданом природом људског понашања“, то јест, како се људска бића носе са искуством посматрајући приче и слушајући приче других. Радећи под претпоставком да су људске активности и искуство испуњени „значењем“ и причама, а не законитим формулацијама, наративна психологија је студија о томе како људска бића конструишу приче да би се суочила са искуствима.
Реч наратив се користи као специфичан метод. То је метод артикулисања животних искустава на смислен начин. Наративна психологија није јединствена или добро дефинисана теорија. Односи се на низ приступа причама у људском животу и мишљењу. У наративној психологији, нечија животна прича постаје облик идентитета, јер начин на који она бирају да размишљају, интегришу и испричају чињенице и догађаје из свог живота не само да одражава, већ и обликује ко су они. То је социјално-конструктивистички приступ који проучава импликације ових прича на појединце и друштва.

## Пракса
Наративни психолози користе интервјуе како би пружили прилику особи да да детаљан извештај о свом животу или одређеним догађајима. Наративи се затим могу транскрибовати и анализирати како би се описали и протумачили.

## Будућност
Т.Л. Бринк и Викторија Каралун (2022) тврде да се различите историјске и савремене школе психологије (нпр. позитивна психологија) приближавају наративима као централном елементу психологије 21. века, посредујући између таквих конструката као што су расположења, ставови, црте личности и улоге.